# Macrosmia phalacra
Macrosmia phalacra es una especie de pez de la familia Macrouridae en el orden de los Gadiformes.

## Hábitat
Es un pez bentopelágico y marino de aguas  tropicales que vive entre 1650-1660 m de profundidad.

## Distribución geográfica
Se encuentra al este del Océano Índico.